# Adactylotis graellsiaria
Adactylotis graellsiaria är en fjärilsart som beskrevs av Joachim Francois Philiberto de Feisthamel 1835. Adactylotis graellsiaria ingår i släktet Adactylotis och familjen mätare. Inga underarter finns listade i Catalogue of Life.